# 1369 км (зупинний пункт)
1369 кіломе́тр — залізничний пасажирський зупинний пункт Кримської дирекції залізничних перевезень Придніпровської залізниці.
Розташований неподалік від села Ізумрудне Джанкойського району АР Крим на лінії Федорівка — Джанкой між станціями Мамут (5 км) та Джанкой (3 км).
Станом на серпень 2019 р. щодоби п'ять пар електропоїздів прямують за напрямком Солоне Озеро — Євпаторія/Сімферополь.